# Капријата д'Орба
Капријата д'Орба (итал. Capriata d'Orba) је насеље у Италији у округу Алесандрија, региону Пијемонт.
Према процени из 2011. у насељу је живело 1231 становника. Насеље се налази на надморској висини од 178 м.

## Становништво
| 1936. | 1951. | 1961. | 1971. | 1981. | 1991. | 2001. | 2011. |
| ----- | ----- | ----- | ----- | ----- | ----- | ----- | ----- |
| 2.784 | 2.540 | 2.276 | 2.030 | 1.838 | 1.839 | 1.845 | 1.926 |